# Liripora pseudosarniensis
Liripora pseudosarniensis är en mossdjursart som beskrevs av Taylor och Gordon 200. Liripora pseudosarniensis ingår i släktet Liripora och familjen Diastoporidae. Inga underarter finns listade i Catalogue of Life.